# Drosophila othoni
Drosophila othoni este o specie de muște din genul Drosophila, familia Drosophilidae, descrisă de Pipkin în anul 1964.
Este endemică în Panama. Conform Catalogue of Life specia Drosophila othoni nu are subspecii cunoscute.